# Ферганский округ
Ферганский округ — административно-территориальная единица Узбекской ССР, существовавшая в 1926—1930 годах.
Ферганский округ был образован в 1926 году. Центром округа был назначен город Коканд.
По данным на 1929 год округ был разделён на 11 районов: Алты-Арык, Багдат, Беш-Арык, Бувайды, Коканд, Кува, Кудаш, Маргелан, Риштан, Фергана и Чуст.
30 июля 1930 Ферганский округ, как и большинство остальных округов СССР, был упразднён. Его районы отошли в прямое подчинение Узбекской ССР.
Население округа в 1926 году составляло 674,1 тыс. человек. Из них узбеки — 80,5 %; таджики — 9,4 %; русские — 3,9 %; киргизы — 1,9 %.